# Гвіанська низовина
Гвіанська низовина — заболочена приморська низовина на півночі Південної Америки, що простягнулася вузькою смугою (25—80 км, до 200 км долиною річки Корантейн) між узбережжям Атлантичного океану і північними схилами Гвіанського нагір'я від дельти Ориноко на заході до дельти Ояпока на сході. Загальна довжина 1250 км. Низовина лежить у межах Венесуели, Гаяни, Суринаму і французького заморського департаменту Гвіана.

## Назва
Назва даного географічного об'єкта вказує на його приналежність до південноамериканського регіону Гвіана та на характер рельєфу. Низовина — форма рельєфу рівнинних ділянок земної поверхні, абсолютні висоти яких не перевищують 200 м над рівнем моря. Топонім Гвіана — «гваї ана», ймовірно, запозичений у місцевих індіанських племен і означає — «велика вода». У широкий вжиток увійшов через свою подібність до назви африканського регіону Гвінея, що лежить на тих самих широтах на іншому березі Атлантичного океану, має подібну природу та освоювався європейцями в той самий час. Відповідно до норм вимови і написання трансформувався в англійській мові у Guiana, у нідерландські — Guyana, у французькій — Guyane, в іспанській — Guayana, у португальській — Guiana.

## Геологія
Геологічно утворена спільною діяльністю річок і моря, розростається внаслідок принесеного з гір алювію і за рахунок наносів, принесених теплою Гвіанською течією від дельти Амазонки. Складається неоген-палеогеновими і четвертинними відкладами. Місцями виступають стародавні кристалічні породи, що утворюють острівні гори. Берегові вали перегороджують гирла дрібних річок (для великих річок звичайні естуарії), посилюючи розливи і заболоченість низовини. Розвідані значні поклади бокситів, присутні розсипи алмазів і золота.

## Клімат
Клімат субекваторіальний, вологий. Гвіанська низовина і навітряні схили Гвіанського нагір'я дістають багато атмосферних опадів (до 3000 мм), що їх приносять протягом усього року пасати з Атлантики, особливо взимку і навесні, а влітку сюди приходять екваторіальні повітряні маси. На південному сході області буває короткочасний сухий період, який збігається з зимовими місяцями південної півкулі. Амплітуда середніх місячних температур незначна (+26..+28 °C). У Парамарибо абсолютний мінімум температури повітря у січні зафіксований на позначці +16 °C, абсолютний максимум у липні — +37°C.

## Гідрологія
Контакт плоскогір'я з низовиною відзначений серією невисоких водоспадів на річках, що стікають з кристалічного плоскогір'я. Низовині річки широко розливаються, відкладають алювій, петляють в низьких берегах. Найбільші річки: Ессекібо з Куюні, Демерара, Бербіс, Корантейн, Мароні, Апруаг, Ояпок. Гирла річок переважно лиманного типу, відгороджені піщаними барами від моря.

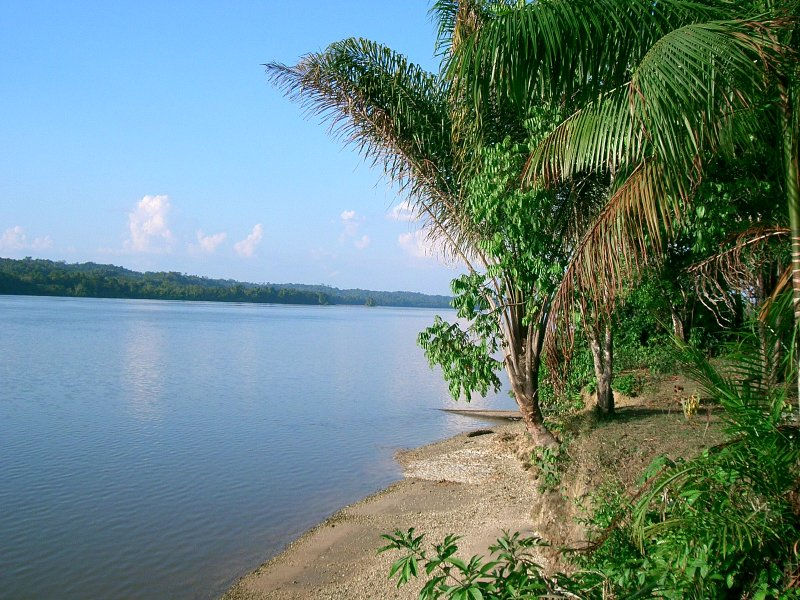
Річка Мароні
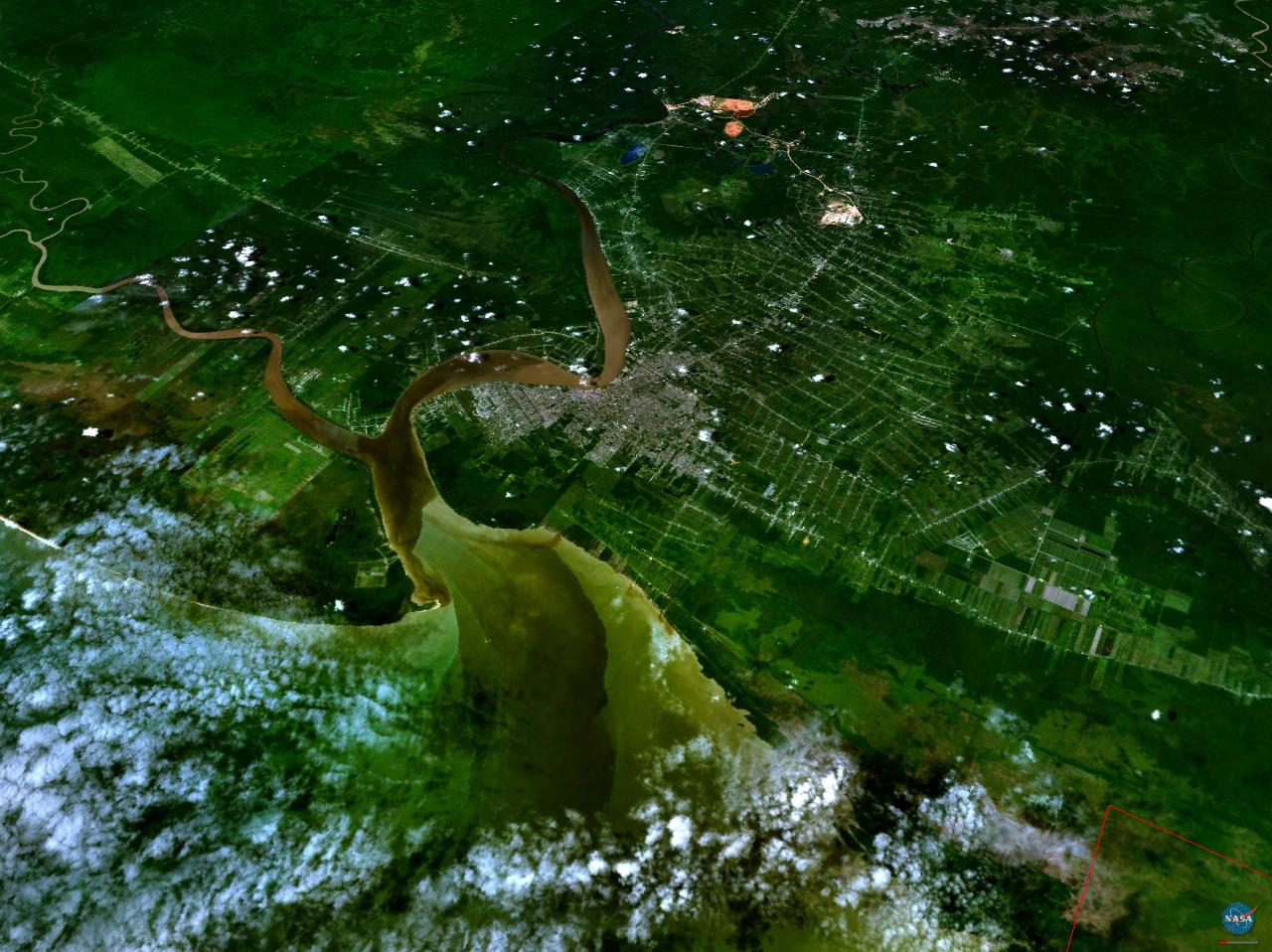
Естуарій Суринаму
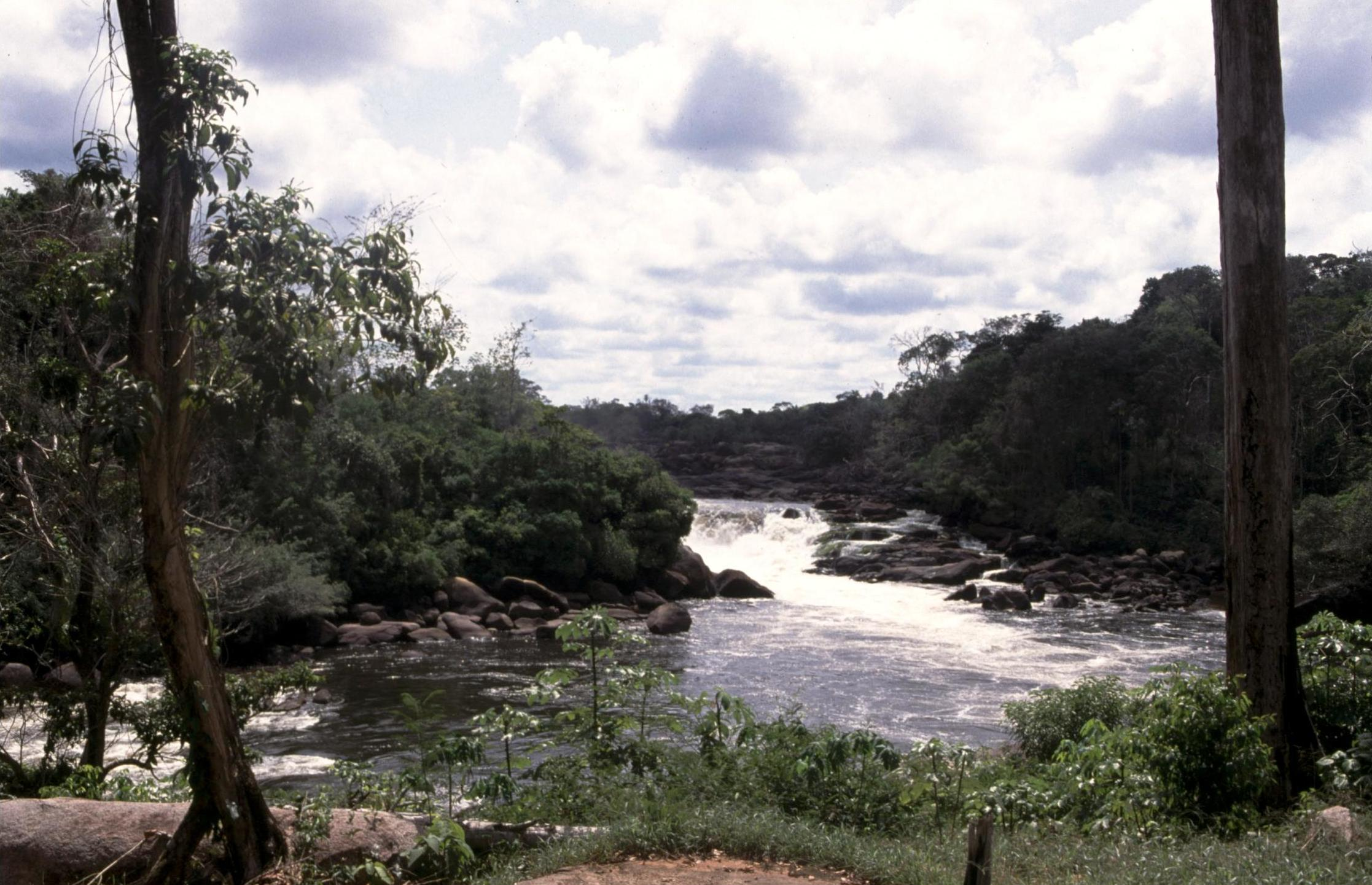
Водоспад Вонотобо на річці Корантейн
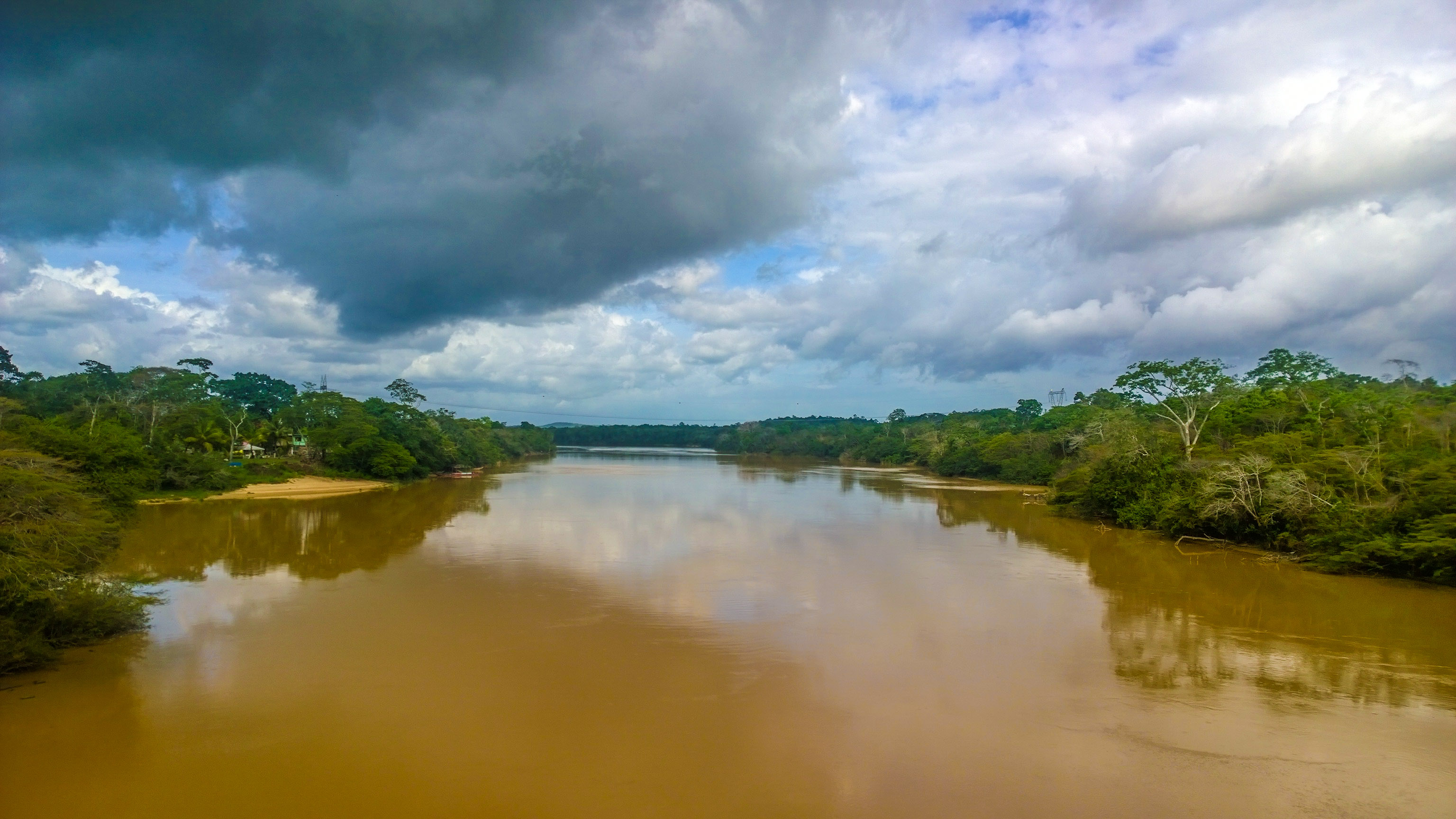
Річка Куюні

## Ґрунти і рослинність
Уздовж морського узбережжя місцями мангрові зарості. За береговими валами, що поросли колонадами кокосових пальм, лежать болотисті хащі високих трав, у яких населення відвойовує невеликі ділянки під посіви. Плакорні простори (90 % низовини) вкриті гілеєю. Внутрішній край низовини, утворений стародавніми піщаними терасами, зайнятий сухою саваною.

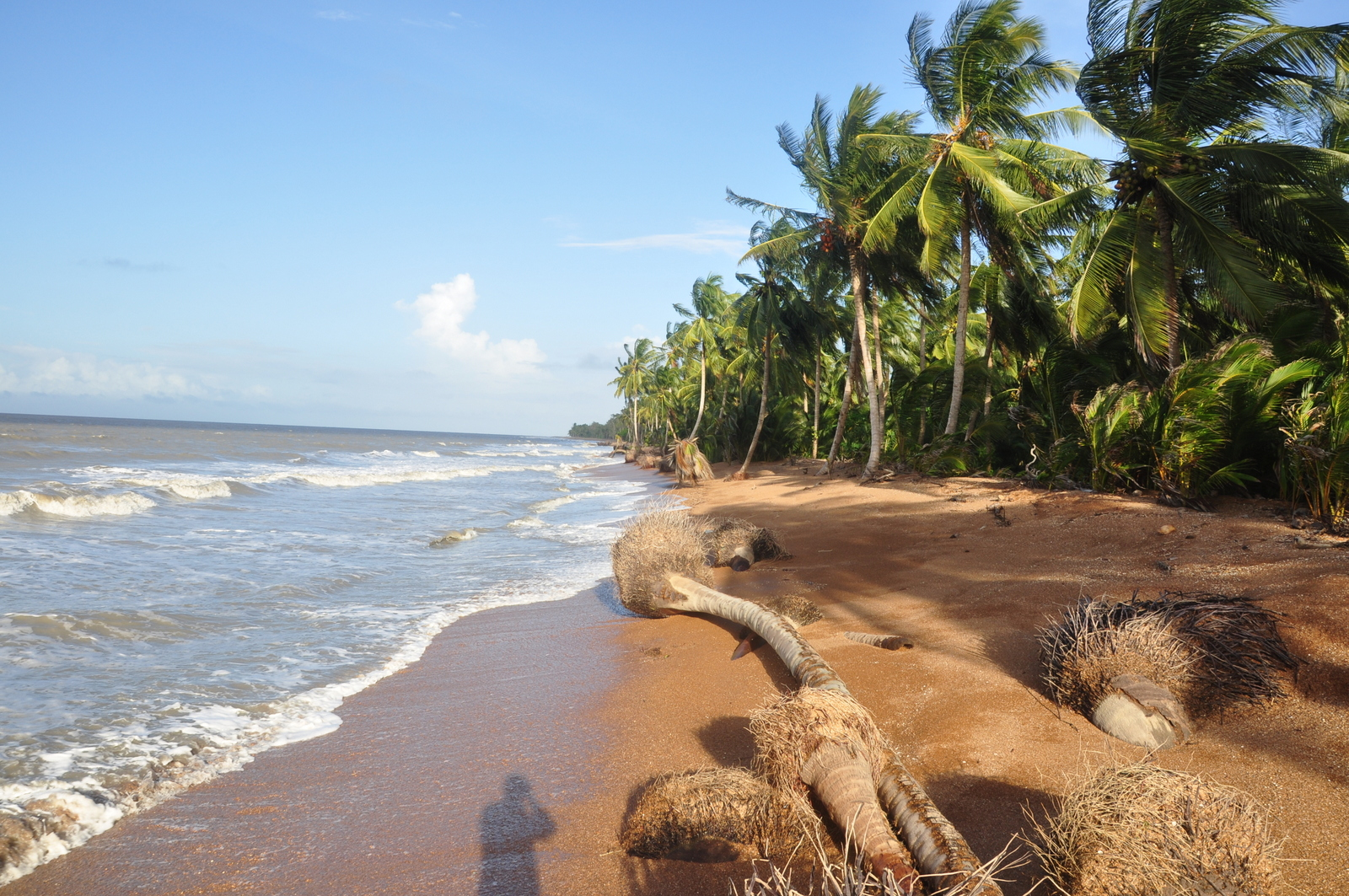
Кокосові пальми на піщаних барах
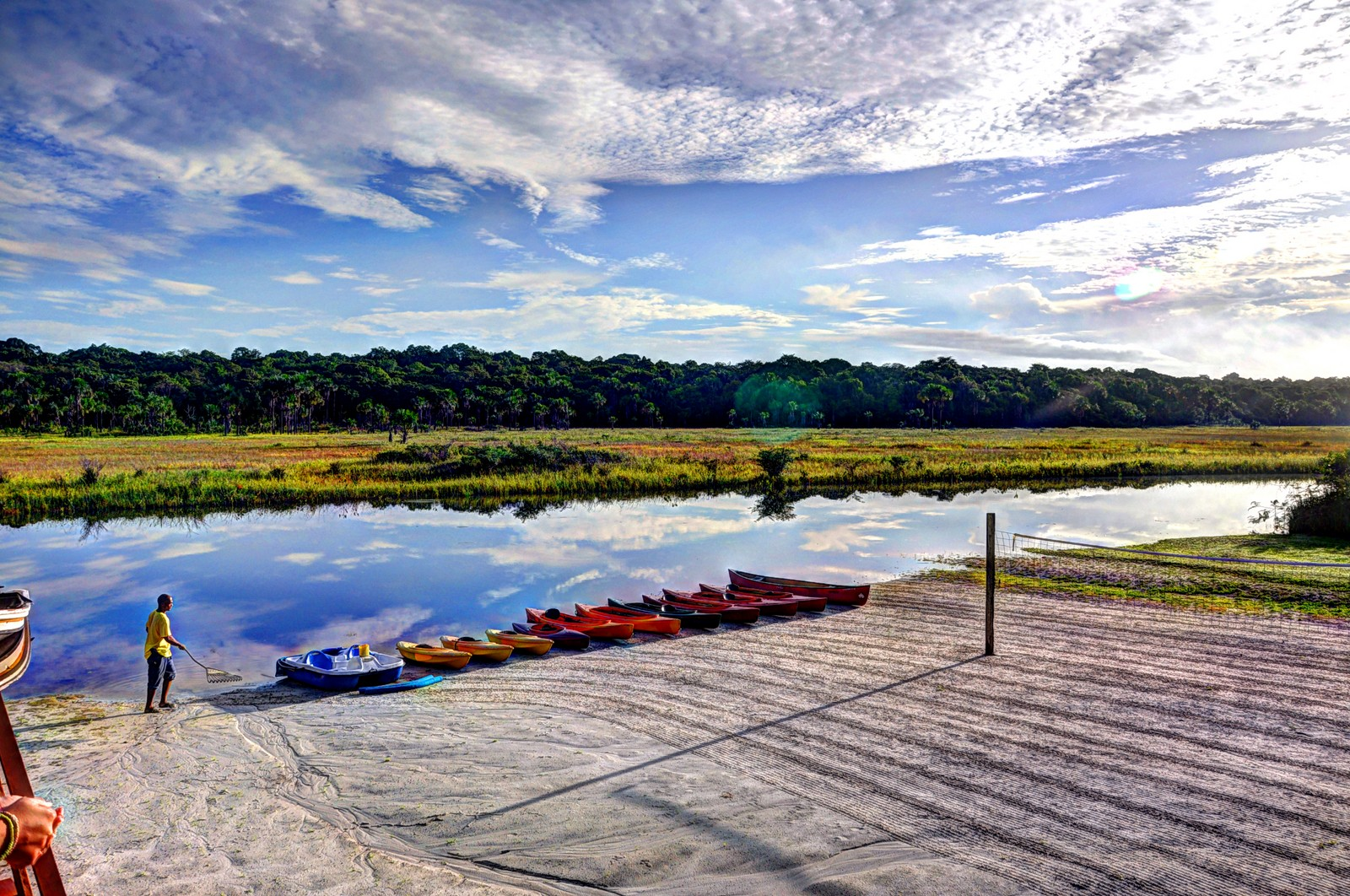
Заболочене узбережжя
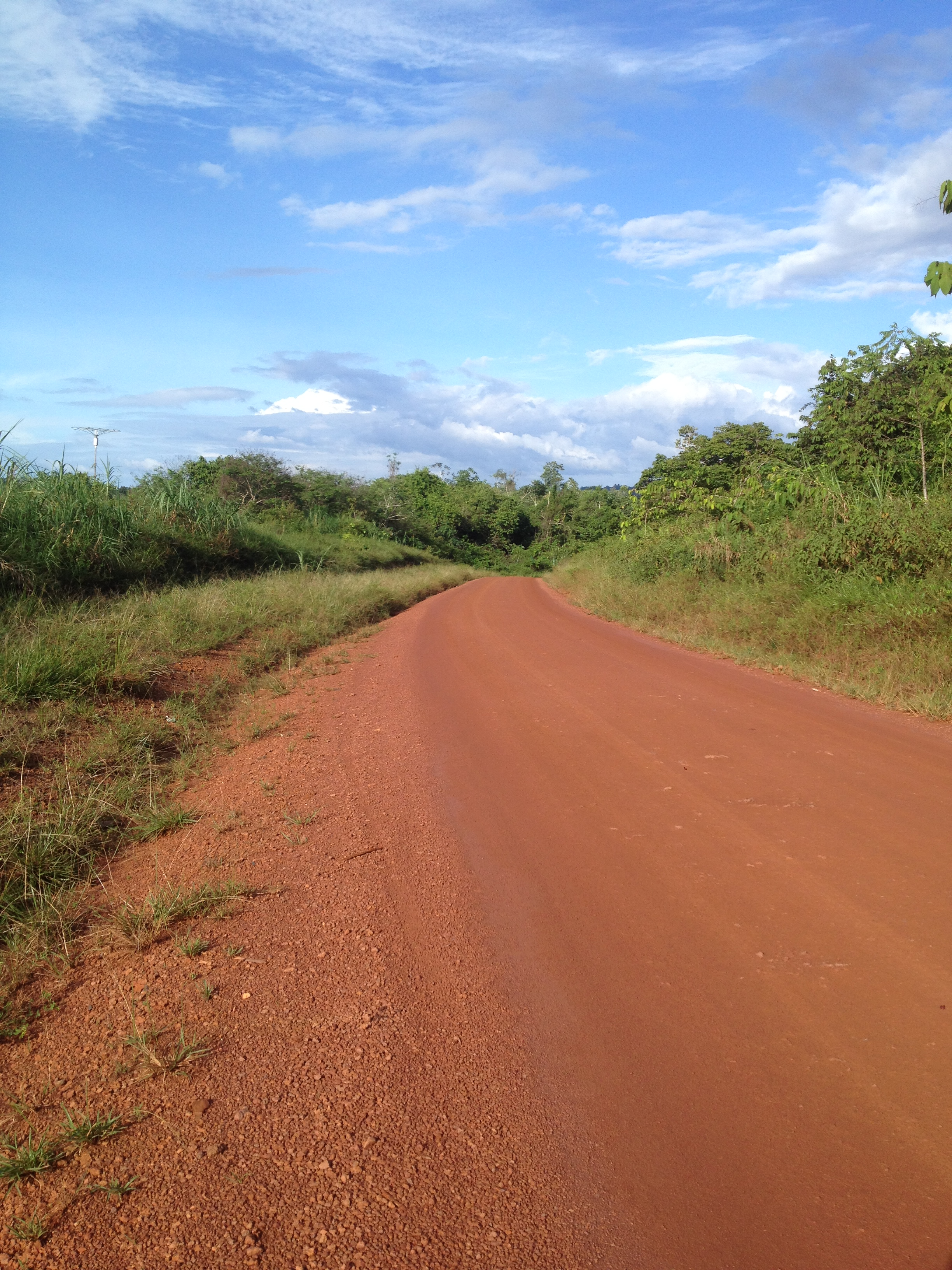
Латеритні ґрунти низовини
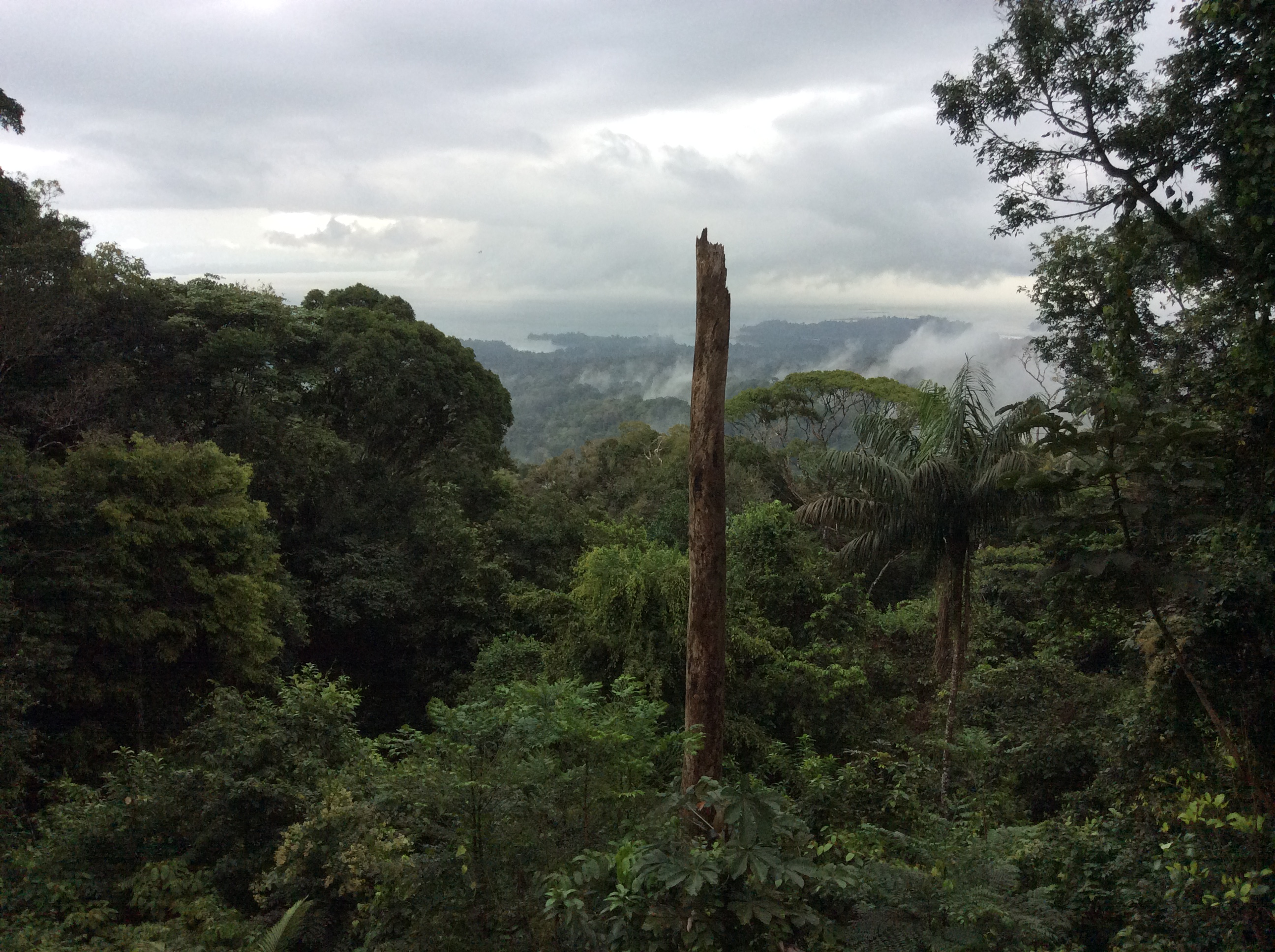
Вологі тропічні ліси

## Господарська діяльність
Гвіанська низовина, її приморська частина — найбільш економічно освоєна частина таких південноамериканських країн, як Гаяна, Суринам і французький заморський департамент Гвіана. Тут збудовані найбільші міста-столиці цих країн: Джорджтаун, Парамарибо, Каєнна. Ведеться плантаційне сільське господарство, вирощують рис, цукрову тростину, тропічні фрукти і какао. Агрокліматичні умови регіону характеризуються цілорічним вегетаційним періодом, що місцями може перериватись незначним посушливим періодом. Це дозволяє збирати по декілька врожаїв на рік, вирощувати вимогливі до тепла і вологи тропічні культури. Сума температур вище 10 °C всюди більше 8000 °C. Річна сума атмосферних опадів перевищує випаровуваність, коефіцієнт зволоження більше 1,0.

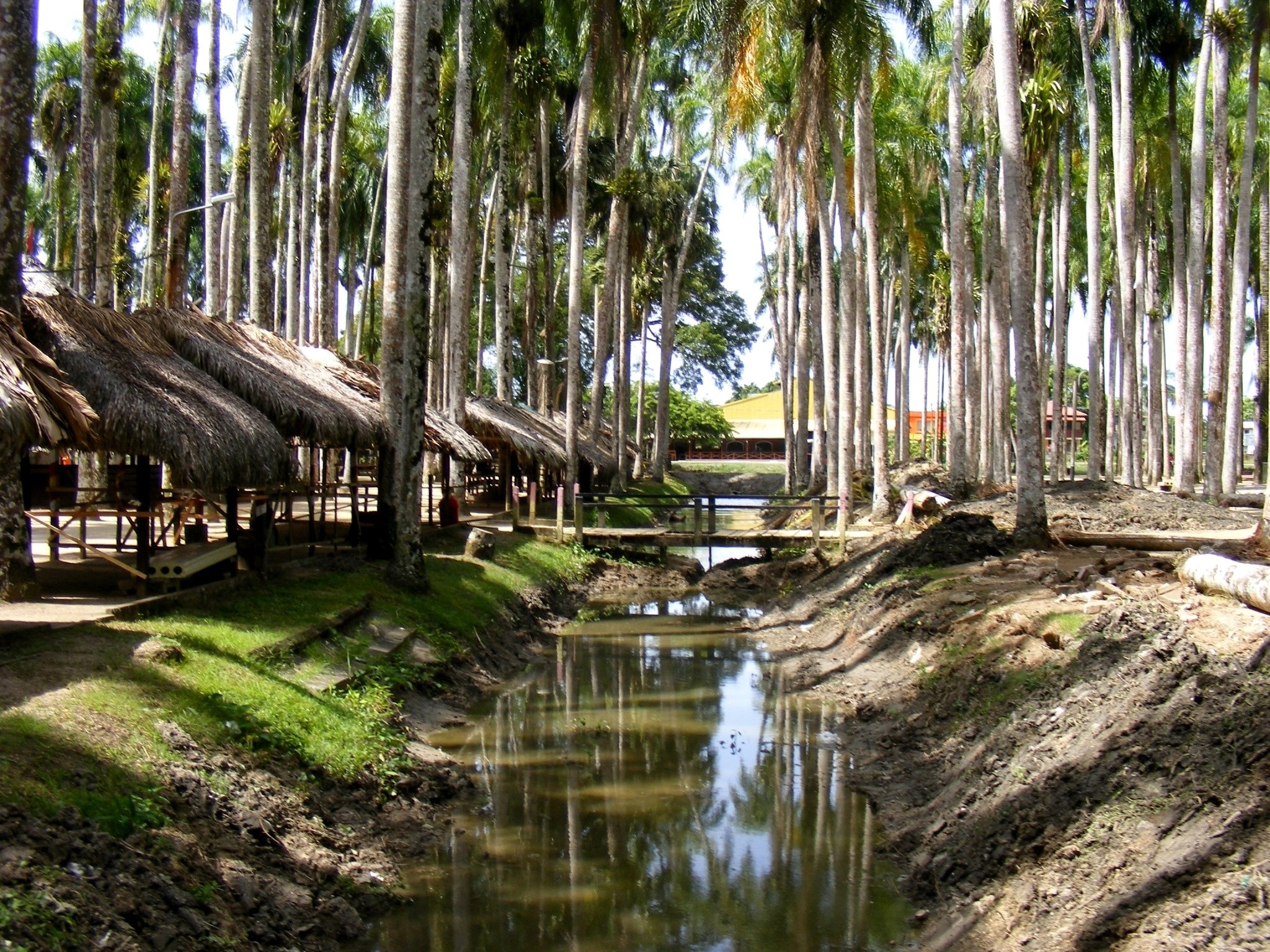
Пальмова плантація у Парамарибо
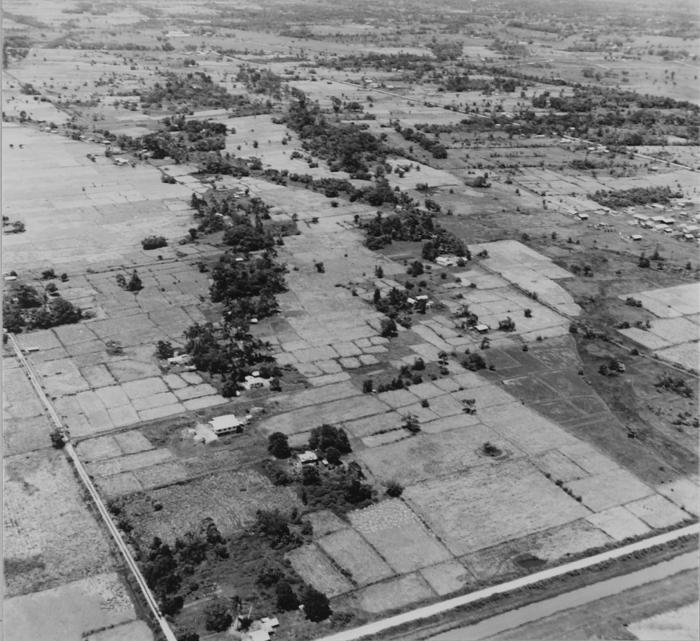
Сільськогосподарські угіддя в Суринамі, 1964 рік
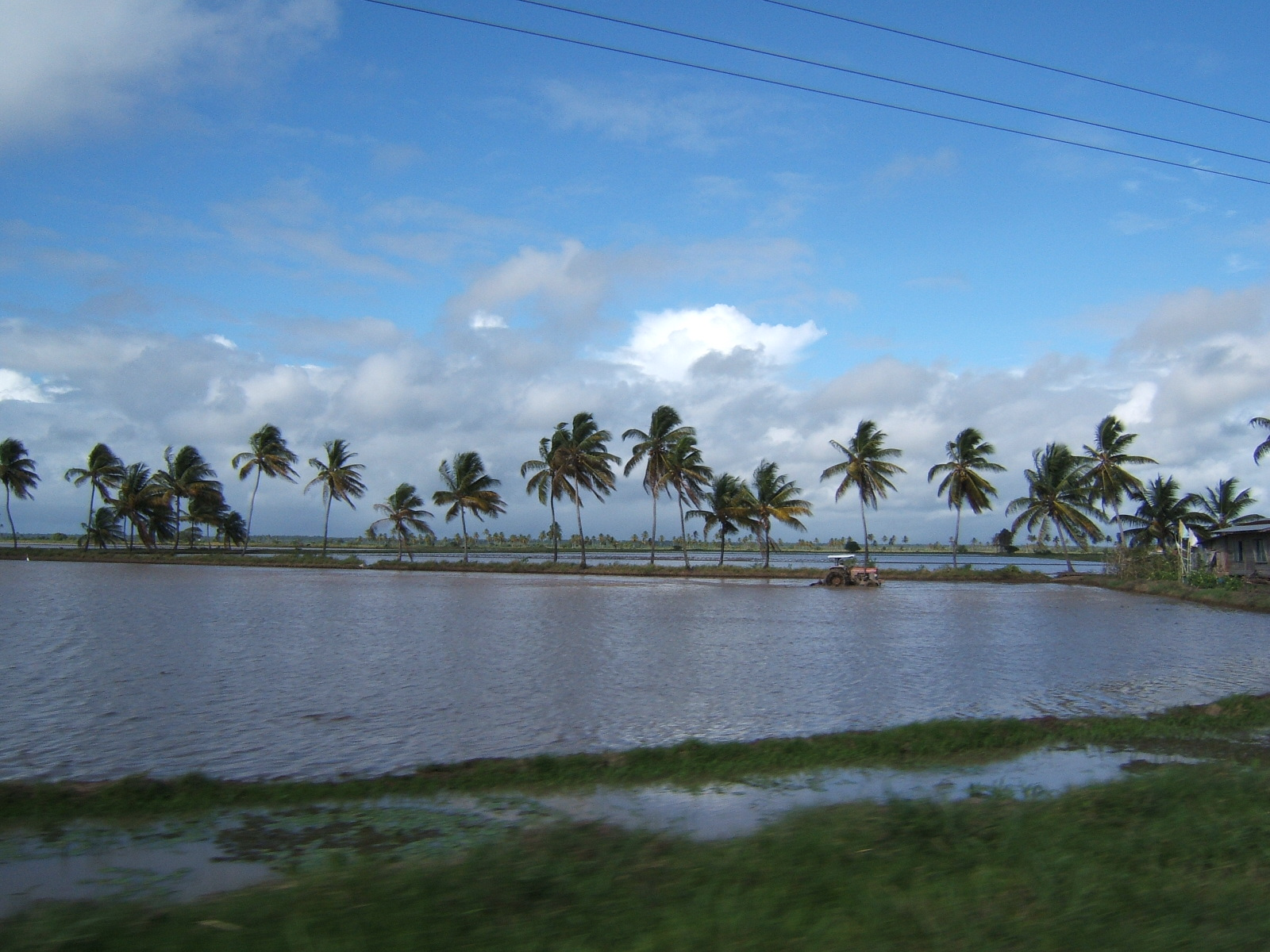
Рисові чеки в Гаяні

Значне місце в господарстві посідає річкова і морська риболовля. Ведеться промислова заготівля цінних тропічних порід дерев. Заради видобутку гідроелектроенергії для виплавки алюмінію з бокситів на річках створені великі водосховища.

### Українською
- Атлас світу / голов. ред. І. С. Руденко ; зав. ред. В. В. Радченко ; відп. ред. О. В. Вакуленко. — К. : ДНВП «Картографія», 2005. — 336 с. — ISBN 9666315467.
- Атлас. 7 клас. Географія материків і океанів / Укладачі О. Я. Скуратович, Н. І. Чанцева. — К. : ДНВП «Картографія», 2014.
- Бєлозоров С. Т. Географія материків. — К. : Вища школа, 1971. — 371 с.
- Барановська О. В. Фізична географія материків і океанів : навч. посіб. для студентів ВНЗ : [у 2 ч.]. — Н. : Ніжинський державний університет ім. Миколи Гоголя, 2013. — 306 с. — ISBN 978-617-527-106-3.
- Панасенко Б. Д. Фізична географія материків : навч. посіб. : в 2 ч. — В. : ЕкоБізнесЦентр, 1999. — 200 с.

### Російською
- (рос.) Авакян А. Б., Салтанкин В. П., Шарапов В. А. Водохранилища. — М. : Мысль, 1987. — 326 с. — (Природа мира)
- (рос.) Алисов Б. П., Берлин И. А., Михель В. М. Курс климатологии [в 3-х тт.] / под. ред. Е. С. Рубинштейна. — Л. : Гидрометиздат, 1954. — Т. 3. Климаты земного шара. — 320 с.
- (рос.) Букштынов А. Д., Грошев Б. И., Крылов Г. В. Леса. — М. : Мысль, 1981. — 316 с. — (Природа мира)
- (рос.) Власова Т. В. Физическая география материков. С прилегающими частями океанов. Южная Америка, Африка, Австралия и Океания, Антарктида. — 4-е, перераб. — М. : Просвещение, 1986. — 269 с.
- (рос.) Дорст Ж. Центральная и Южная Америка. — М. : Прогресс, 1977. — 318 с. — (Континенты, на которых мы живем)
- (рос.) Ермаков Ю. Г., Игнатьев Г. М., Куракова Л. И. и др. Физическая география материков и океанов: Учебник для географических специальностей университетов / под общей ред. А. М. Рябчикова. — М. : Высшая школа, 1988. — 592 с. — ISBN 5060013545.
- (рос.) Исаченко А. Г., Шляпников А. А. Ландшафты. — М. : Мысль, 1989. — 504 с. — (Природа мира) — ISBN 5-244-00177-9.
- (рос.) Каплин П. А., Леонтьев О. К., Лукьянова С. А., Никифоров Л. Г. Берега. — М. : Мысль, 1991. — 480 с. — (Природа мира) — ISBN 5-244-00449-2.
- (рос.) Словарь современных географических названий / под общей редакцией акад. В. М. Котлякова. — Екатеринбург : У-Фактория, 2006.
- (рос.) Гвианская низменность [Архівовано 13 грудня 2017 у Wayback Machine.] // Латинская Америка. Энциклопедический справочник [в 2-х тт.] / Главный редактор В. В. Вольский. — М. : Советская энциклопедия, 1979. — Т. 1. А-К. — 576 с.
- (рос.) Лобова Е. В., Хабаров А. В. Почвы. — М. : Мысль, 1983. — 304 с. — (Природа мира)
- (рос.) Гвиана // Поспелов Е. М. Топонимический словарь. — М. : АСТ, 2005. — 229 с. — ISBN 5-17-016407-6.
- (рос.) Физико-географический атлас мира. — М. : Академия наук СССР и Главное управление геодезии и картографии ГГК СССР, 1964. — 298 с.